# Gabriela Sabatini
Gabriela Sabatini (ur. 16 maja 1970 w Buenos Aires) – argentyńska tenisistka, jedna z czołowych zawodniczek świata na przełomie lat 80. i 90. XX wieku. Zwyciężyła w turniejach wielkoszlemowych: US Open 1990 (w singlu) oraz Wimbledonie 1988 (w deblu). Zdobyła też srebrny medal w turnieju olimpijskim w Seulu.
W ciągu trwającej 13 lat, zakończonej w 1996 roku, kariery wygrała 27 turniejów w grze pojedynczej i 12 w podwójnej. Oprócz zwycięstwa z 1990 roku była jeszcze dwukrotnie w finale turniejów Wielkiego Szlema: US Open 1988 i Wimbledonu 1991 (przegrane ze Steffi Graf). Dwukrotnie wygrała też prestiżowy, kończący sezon turniej Masters: w 1988 i 1994 r.
W rankingu WTA jej najwyższa pozycja to 3., tuż za czołowymi zawodniczkami tego okresu – Steffi Graf i Monicą Seles.
W 2006 została uhonorowana miejscem w Międzynarodowej Tenisowej Galerii Sławy.
Tenisistka swojego nazwiska użyczyła także linii kosmetyków. Od maja do października 1992 roku spotykała się z portorykańskim piosenkarzem Rickym Martinem.

## Finały turniejów wielkoszlemowych

### Wygrane (1)
| Rok  | Turniej | Przeciwniczka w finale | Wynik finału |
| 1990 | US Open | Steffi Graf            | 6:2, 7:6     |

### Przegrana (2)
| Rok  | Turniej   | Przeciwniczka w finale | Wynik finału  |
| 1988 | US Open   | Steffi Graf            | 6:3, 3:6, 6:1 |
| 1991 | Wimbledon | Steffi Graf            | 6:4, 3:6, 8:6 |

## Historia występów wielkoszlemowych
Legenda
     W, wygrany turniej
      F, przegrana w finale
      SF, przegrana w półfinale
      QF, przegrana w ćwierćfinale
     xR, przegrana w x rundzie
     A, brak startu

### Występy w grze pojedynczej
| Turniej         | 1984  | 1985  | 1986  | 1987  | 1988  | 1989  | 1990  | 1991  | 1992  | 1993  | 1994  | 1995  | 1996  | Bilans |
| --------------- | ----- | ----- | ----- | ----- | ----- | ----- | ----- | ----- | ----- | ----- | ----- | ----- | ----- | ------ |
| Australian Open | A     | A     | NH    | A     | A     | SF    | 3R    | QF    | SF    | SF    | SF    | 1R    | 4R    | 0 / 8  |
| French Open     | A     | SF    | 4R    | SF    | SF    | 4R    | 4R    | SF    | SF    | QF    | 1R    | QF    | A     | 0 / 11 |
| Wimbledon       | A     | 3R    | SF    | QF    | 4R    | 2R    | SF    | F     | SF    | QF    | 4R    | QF    | A     | 0 / 11 |
| US Open         | 3R    | 1R    | 4R    | QF    | F     | SF    | W     | QF    | QF    | QF    | SF    | SF    | 3R    | 1 / 13 |
| Bilans          | 0 / 1 | 0 / 3 | 0 / 3 | 0 / 3 | 0 / 3 | 0 / 4 | 1 / 4 | 0 / 4 | 0 / 4 | 0 / 4 | 0 / 4 | 0 / 4 | 0 / 2 | 1 / 43 |

Bilans = stosunek turniejów wygranych, do sumy wszystkich startów.

## Finały turniejów WTA
| Legenda                | Legenda |
| ---------------------- | ------- |
| Wielki Szlem           |         |
| Igrzyska olimpijskie   |         |
| WTA Tour Championships |         |
| 1971 – 1987            |         |
| Virginia Slims Circuit |         |
| Grand Prix Series      |         |
| Colgate Series         |         |
| 1988 – 2008            |         |
| Kategoria I            |         |
| Kategoria II           |         |
| Kategoria III          |         |
| Kategoria IV           |         |
| Kategoria V            |         |

### Gra pojedyncza 55 (27–28)
| Końcowy wynik | Nr  | Data                 | Turniej             | Nawierzchnia | Przeciwniczka           | Wynik finału            |
| ------------- | --- | -------------------- | ------------------- | ------------ | ----------------------- | ----------------------- |
| Finalistka    | 1.  | 14 kwietnia 1985     | Hilton Head Islands | Ceglana      | Chris Evert-Lloyd       | 4:6, 0:6                |
| Zwyciężczyni  | 1.  | 20 października 1985 | Tokio               | Twarda       | Linda Gates             | 6:3, 6:4                |
| Finalistka    | 2.  | 10 listopada 1985    | Tampa               | Twarda       | Stephanie Rehe          | 4:6, 7:6, 5:7           |
| Finalistka    | 3.  | 3 maja 1986          | Indianapolis        | Ceglana      | Steffi Graf             | 6:2, 6:7, 4:6           |
| Zwyciężczyni  | 2.  | 8 grudnia 1986       | Buenos Aires        | Ceglana      | Arantxa Sánchez Vicario | 6:1, 6:1                |
| Finalistka    | 4.  | 10 maja 1987         | Rzym                | Ceglana      | Steffi Graf             | 5:7, 6:4, 0:6           |
| Zwyciężczyni  | 3.  | 20 września 1987     | Tokio               | Dywanowa     | Manuela Maleewa         | 6:4, 7:6                |
| Zwyciężczyni  | 4.  | 25 października 1987 | Brighton            | Dywanowa     | Pam Shriver             | 7:5, 6:4                |
| Finalistka    | 5.  | 23 listopada 1987    | Nowy Jork           | Dywanowa     | Steffi Graf             | 6:4, 4:6, 0:6, 4:6      |
| Zwyciężczyni  | 5.  | 6 grudnia 1987       | Buenos Aires        | Ceglana      | Isabel Cueto            | 6:0, 6:2                |
| Zwyciężczyni  | 6.  | 13 marca 1988        | Boca Raton          | Twarda       | Steffi Graf             | 2:6, 6:3, 6:1           |
| Finalistka    | 6.  | 10 kwietnia 1988     | Hilton Head Islands | Ceglana      | Martina Navrátilová     | 1:6, 6:4, 4:6           |
| Finalistka    | 7.  | 17 kwietnia 1988     | Amelia Island       | Ceglana      | Martina Navrátilová     | 0:6, 2:6                |
| Zwyciężczyni  | 7.  | 8 maja 1988          | Rzym                | Ceglana      | Helen Kelesi            | 6:1, 6:7, 6:1           |
| Finalistka    | 8.  | 14 sierpnia 1988     | Los Angeles         | Twarda       | Chris Evert             | 6:2, 1:6, 1:6           |
| Zwyciężczyni  | 8.  | 21 sierpnia 1988     | Montreal            | Twarda       | Natalla Zwierawa        | 6:1, 6:2                |
| Finalistka    | 9.  | 11 września 1988     | US Open             | Twarda       | Steffi Graf             | 3:6, 6:3, 1:6           |
| Finalistka    | 10. | 1 października 1988  | Seul                | Twarda       | Steffi Graf             | 3:6, 3:6                |
| Zwyciężczyni  | 9.  | 20 listopada 1988    | Nowy Jork           | Dywanowa     | Pam Shriver             | 7:5, 6:2, 6:2           |
| Zwyciężczyni  | 10. | 2 kwietnia 1989      | Key Biscayne        | Twarda       | Chris Evert             | 6:1, 4:6, 6:2           |
| Zwyciężczyni  | 11. | 16 kwietnia 1989     | Amelia Island       | Ceglana      | Steffi Graf             | 3:6, 6:3, 7:5           |
| Finalistka    | 11. | 23 kwietnia 1989     | Tampa               | Ceglana      | Conchita Martínez       | 3:6, 2:6                |
| Zwyciężczyni  | 12. | 14 maja 1989         | Rzym                | Ceglana      | Arantxa Sánchez Vicario | 6:2, 5:7, 6:4           |
| Finalistka    | 12. | 21 maja 1989         | Berlin              | Ceglana      | Steffi Graf             | 3:6, 1:6                |
| Finalistka    | 13. | 13 sierpnia 1989     | Los Angeles         | Twarda       | Martina Navrátilová     | 0:6, 2:6                |
| Zwyciężczyni  | 13. | 15 października 1989 | Filderstadt         | Dywanowa     | Mary Joe Fernández      | 7:6, 6:4                |
| Zwyciężczyni  | 14. | 11 marca 1990        | Boca Raton          | Twarda       | Jennifer Capriati       | 6:4, 7:5                |
| Zwyciężczyni  | 15. | 9 września 1990      | US Open             | Twarda       | Steffi Graf             | 6:2, 7:6(4)             |
| Finalistka    | 14. | 14 października 1990 | Zurich              | Dywanowa     | Steffi Graf             | 3:6, 2:6                |
| Finalistka    | 15. | 11 listopada 1990    | Worcester           | Dywanowa     | Steffi Graf             | 6:7, 3:6                |
| Finalistka    | 16. | 18 listopada 1990    | Nowy Jork           | Dywanowa     | Monica Seles            | 4:6, 7:5, 6:3, 4:6, 2:6 |
| Zwyciężczyni  | 16. | 3 lutego 1991        | Tokio               | Dywanowa     | Martina Navrátilová     | 2:6, 6:2, 6:4           |
| Zwyciężczyni  | 17. | 10 marca 1991        | Boca Raton          | Twarda       | Steffi Graf             | 6:4, 7:6                |
| Finalistka    | 17. | 24 marca 1991        | Key Biscayne        | Twarda       | Monica Seles            | 3:6, 5:7                |
| Zwyciężczyni  | 18. | 7 kwietnia 1991      | Hilton Head Islands | Ceglana      | Leila Meschi            | 6:1, 6:1                |
| Zwyciężczyni  | 19. | 14 kwietnia 1991     | Amelia Island       | Ceglana      | Steffi Graf             | 7:5, 7:6                |
| Zwyciężczyni  | 20. | 12 maja 1991         | Rzym                | Ceglana      | Monica Seles            | 6:3, 6:2                |
| Finalistka    | 18. | 7 lipca 1991         | Wimbledon           | Trawiasta    | Steffi Graf             | 4:6, 6:3, 6:8           |
| Zwyciężczyni  | 21. | 12 stycznia 1992     | Sydney              | Twarda       | Arantxa Sánchez Vicario | 6:1, 6:1                |
| Zwyciężczyni  | 22. | 2 lutego 1992        | Tokio               | Dywanowa     | Martina Navrátilová     | 6:2, 4:6, 6:2           |
| Finalistka    | 19. | 22 marca 1992        | Key Biscayne        | Twarda       | Arantxa Sánchez Vicario | 1:6, 4:7                |
| Zwyciężczyni  | 23. | 5 kwietnia 1992      | Hilton Head Islands | Ceglana      | Conchita Martínez       | 6:1, 6:4                |
| Zwyciężczyni  | 24. | 12 kwietnia 1992     | Amelia Island       | Ceglana      | Steffi Graf             | 6:1, 1:6, 6:3           |
| Zwyciężczyni  | 25. | 10 maja 1992         | Rzym                | Ceglana      | Monica Seles            | 7:5, 6:4                |
| Finalistka    | 20. | 27 września 1992     | Tokio               | Twarda       | Monica Seles            | 2:6, 0:6                |
| Finalistka    | 21. | 18 października 1992 | Filderstadt         | Twarda       | Martina Navrátilová     | 6:7, 3:6                |
| Finalistka    | 22. | 11 kwietnia 1993     | Amelia Island       | Ceglana      | Arantxa Sánchez Vicario | 2:6, 7:5, 2:6           |
| Finalistka    | 23. | 9 maja 1993          | Rzym                | Ceglana      | Conchita Martínez       | 5:7, 1:6                |
| Finalistka    | 24. | 16 maja 1993         | Berlin              | Ceglana      | Steffi Graf             | 6:7, 6:2, 4:6           |
| Finalistka    | 25. | 10 kwietnia 1994     | Amelia Island       | Ceglana      | Arantxa Sánchez Vicario | 1:6, 4:6                |
| Finalistka    | 26. | 22 maja 1994         | Strasburg           | Ceglana      | Mary Joe Fernández      | 6:2, 4:6, 0:6           |
| Zwyciężczyni  | 26. | 20 listopada 1994    | Nowy Jork           | Dywanowa     | Lindsay Davenport       | 6:3, 6:2, 6:4           |
| Zwyciężczyni  | 27. | 15 stycznia 1995     | Sydney              | Twarda       | Lindsay Davenport       | 6:3, 6:4                |
| Finalistka    | 27. | 9 kwietnia 1995      | Amelia Island       | Ceglana      | Conchita Martínez       | 1:6, 4:6                |
| Finalistka    | 28. | 15 października 1995 | Filderstadt         | Twarda       | Iva Majoli              | 4:6, 6:7                |

### Gra podwójna 29 (13–16)
| Końcowy wynik | Nr  | Data                 | Turniej            | Nawierzchnia    | Partnerka               | Przeciwniczki                           | Wynik finału     |
| ------------- | --- | -------------------- | ------------------ | --------------- | ----------------------- | --------------------------------------- | ---------------- |
| Zwyciężczyni  | 1.  | 24 marca 1985        | São Paulo          | Ceglana         | Mercedes Paz            | Neige Dias Csilla Bartos                | 7:5, 6:4         |
| Finalistka    | 1.  | 31 marca 1985        | Palm Beach Gardens | Ceglana         | Laura Gildemeister      | Anne Smith JoAnne Russell               | 6:1, 1:6, 6:7(4) |
| Zwyciężczyni  | 2.  | 26 sierpnia 1985     | Monticello         | Twarda          | Mercedes Paz            | Andrea Holíková Katerina Skronska       | 5:7, 6:4, 6:3    |
| Finalistka    | 2.  | 20 kwietnia 1986     | Amelia Island      | Ceglana         | Catherine Tanvier       | Claudia Kohde-Kilsch Helena Suková      | 2:6, 7:5, 6:7    |
| Zwyciężczyni  | 3.  | 3 maja 1986          | Indianapolis       | Ceglana         | Steffi Graf             | Gigi Fernández Robin White              | 6:2, 6:4         |
| Finalistka    | 3.  | 8 czerwca 1986       | French Open        | Ceglana         | Steffi Graf             | Martina Navrátilová Andrea Temesvári    | 1:6, 2:6         |
| Zwyciężczyni  | 4.  | 10 sierpnia 1986     | Montreal           | Twarda          | Zina Garrison           | Pam Shriver Helena Suková               | 7:6, 5:7, 6:4    |
| Zwyciężczyni  | 5.  | 12 października 1986 | Zurich             | Dywanowa (hala) | Steffi Graf             | Lori McNeil Alycia Moulton              | 1:6, 6:4, 6:4    |
| Finalistka    | 4.  | 19 października 1986 | Filderstadt        | Twarda          | Zina Garrison           | Martina Navrátilová Pam Shriver         | 6:7, 4:6         |
| Finalistka    | 5.  | 16 listopada 1986    | Chicago            | Dywanowa        | Steffi Graf             | Claudia Kohde-Kilsch Helena Suková      | 7:6, 6:7, 3:6    |
| Finalistka    | 6.  | 15 lutego 1987       | San Francisco      | Twarda          | Zina Garrison           | Hana Mandlíková Wendy Turnbull          | 4:6, 6:7         |
| Zwyciężczyni  | 6.  | 19 kwietnia 1987     | Amelia Island      | Ceglana         | Steffi Graf             | Hana Mandlíková Wendy Turnbull          | 3:6, 6:3, 7:5    |
| Zwyciężczyni  | 7.  | 10 maja 1987         | Rzym               | Ceglana         | Martina Navrátilová     | Claudia Kohde-Kilsch Helena Suková      | 6:4, 6:1         |
| Finalistka    | 7.  | 7 czerwca 1987       | French Open        | Ceglana         | Steffi Graf             | Martina Navrátilová Pam Shriver         | 2:6, 1:6         |
| Zwyciężczyni  | 8.  | 6 grudnia 1987       | Buenos Aires       | Ceglana         | Mercedes Paz            | Jill Hetherington Christiane Jolissaint | 6:2, 6:2         |
| Finalistka    | 8.  | 28 lutego 1988       | Waszyngton         | Twarda          | Helena Suková           | Martina Navrátilová Pam Shriver         | 3:6, 4:6         |
| Zwyciężczyni  | 9.  | 27 marca 1988        | Miami              | Twarda          | Steffi Graf             | Gigi Fernández Zina Garrison            | 7:6(6), 6:3      |
| Finalistka    | 9.  | 10 kwietnia 1988     | Hilton Head        | Ceglana         | Claudia Kohde-Kilsch    | Lori McNeil Martina Navrátilová         | 2:6, 6:2, 3:6    |
| Zwyciężczyni  | 10. | 4 lipca 1988         | Wimbledon          | Trawiasta       | Steffi Graf             | Łarysa Sawczenko Natalla Zwierawa       | 6:3, 1:6, 12:10  |
| Finalistka    | 10. | 6 listopada 1988     | Worcester          | Twarda          | Helena Suková           | Martina Navrátilová Pam Shriver         | 3:6, 6:3, 5:7    |
| Finalistka    | 11. | 11 czerwca 1989      | French Open        | Ceglana         | Steffi Graf             | Łarysa Sawczenko Natalla Zwierawa       | 4:6, 4:6         |
| Zwyciężczyni  | 11. | 5 sierpnia 1990      | Montreal           | Twarda          | Betsy Nagelsen          | Helen Kelesi Raffaella Reggi            | 3:6, 6:2, 6:2    |
| Finalistka    | 12. | 19 sierpnia 1990     | Manhattan Beach    | Twarda          | Mercedes Paz            | Gigi Fernández Jana Novotná             | 3:6, 6:4, 4:6    |
| Finalistka    | 13. | 8 maja 1994          | Rzym               | Ceglana         | Brenda Schultz          | Gigi Fernández Natalla Zwierawa         | 1:6, 3:6         |
| Finalistka    | 14. | 13 listopada 1994    | Filadelfia         | Dywanowa        | Brenda Schultz          | Gigi Fernández Natalla Zwierawa         | 6:4, 4:6, 2:6    |
| Zwyciężczyni  | 12. | 12 lutego 1995       | Chicago            | Dywanowa        | Brenda Schultz          | Tami Whitlinger Jones Marianne Werdel   | 5:7, 7:6, 6:4    |
| Finalistka    | 15. | 21 maja 1995         | Berlin             | Ceglana         | Łarysa Sawczenko        | Amanda Coetzer Inés Gorrochategui       | 6:4, 6:7, 2:6    |
| Finalistka    | 16. | 13 sierpnia 1995     | Manhattan Beach    | Twarda          | Łarysa Sawczenko        | Gigi Fernández Natalla Zwierawa         | 5:7, 7:6, 5:7    |
| Zwyciężczyni  | 13. | 20 sierpnia 1995     | Toronto            | Dywanowa        | Brenda Schultz-McCarthy | Martina Hingis Iva Majoli               | 4:6, 6:0, 6:3    |

## Finały wielkoszlemowych turniejów juniorskich

### Gra podwójna (1)
| Końcowy wynik | Rok  | Turniej | Nawierzchnia | Partnerka    | Przeciwniczki                    | Wynik finału  |
| Zwyciężczyni  | 1984 | US Open | Twarda       | Mercedes Paz | Stephanie London Cammy MacGregor | 6:4, 3:6, 6:2 |